# Ceratopygidae
A Ceratopygidae a háromkaréjú ősrákok (Trilobita) osztályának az Asaphida rendjéhez, ezen belül az Asaphoidea öregcsaládjához tartozó család.

## Rendszerezés
A családba az alábbi nemek tartoznak:
- Ajacicrepida
- Asiocephalus
- Boschchekulia
- Cataplotaspis
- Ceratopyge
- Cermatops
- Charchaqia
- Diceratopyge
- Dichelepyge
- Dipleuropyge
- Guozia
- Haniwoides
- Hedinaspis
- Hunanopyge
- Hysterolenus
- Kaltykelina
- Kaufmannella
- Kogenium
- Lopnorites
- Macropyge
- Mansuyella
- Nannopeltis
- Neohedinaspis
- Onychopyge
- Proceratopyge
- Promacropyge
- Pseudohysterolenus
- Pseudoyuepingia
- Sinoproceratopyge
- Tamdaspis
- Tropidopyge
- Wannania
- Xiaodaositunia